# Tiempo (álbum)
Tiempo es el quinto álbum de Cementerio Club. Fue lanzado en el 2015 por Lamparín Producciones.

## Canciones
1. Luces de neón
2. Viaje interminable
3. Sangre en la piel
4. Tiempo
5. La esquina es la misma (cover de Zcuela Crrada)
6. Eaeetoov
7. Llevas mi fe
8. Simplemente pasa (El amor)
9. Navidad

## Créditos
- José Arbulú: Voz y bajo
- Pedro Solano: Voz y guitarra
- Ricardo Solís: Guitarra
- Luis Callirgos: Batería